# 荒山合戦
荒山合戦（あらやまかっせん）は、天正10年（1582年）6月(新暦7月とも)、前田利家・佐久間盛政率いる連合軍と温井景隆率いる上杉軍(畠山再興軍)・石動山衆徒率いる連合軍との能登の争奪をめぐった戦い。

## 背景
天正10年（1582年）6月2日に織田信長が本能寺の変で明智光秀の襲撃により自害する。
石動山衆徒は、前々から寺領を削減した信長に対して密かに奪回を画策して、越後国の上杉景勝に援軍を求め、上杉氏に保護されていた畠山氏遺臣である温井景隆と三宅長盛の兄弟が出立、6月23日の夜半にはこの荒山砦に入って要害を築き始める。ここぞとばかり上杉軍の援軍を得て越後から戻ってきた畠山の旧臣・温井景隆・三宅長盛兄弟と組み、前田利家を勢いに乗って追い出そうとした。さらに本能寺の変で旧武田領で一揆が起こり、信長から統治を任されていた滝川一益らが次々と逃走して越後侵攻の恐れが無くなったこともあり、上杉景勝も能登を奪回しようと侵攻を開始した。

## 展開
この荒山合戦は、石動山衆徒が当時越後にあった温井景隆・三宅長盛たちに対して、織田信長の本能寺の変での死をきっかけに能登への出兵を頼んで、前田利家への蜂起を扇動したことに始まった。
『荒山合戦記』では、温井・三宅兄弟が能登奪還を画策、遊佐長員と共に上杉景勝らの援兵などを率いて、海路より6月23日（7月の説もあり）早朝に氷見女良浦に上陸、石動山に登った。そして般若員快存・大宮坊立玄・大和坊覚笑・火宮坊らの率いる衆徒と合流、4300の軍勢となった。6月24日、石動山に近い荒山城（桝形山）に、堡柵を構えようとした。それにより織田政権下における能登統治を任された前田利家と対峙することになった。
利家は石動山に向かい、さらに加賀国金沢城主・佐久間盛政や越前国北ノ庄城主・柴田勝家に書状を送り、救援を要請。そして自らは先手を3000の兵をもって石動山に進み、石動山と荒山の中間にある柴峠に陣を張り、石動山の温井景隆・三宅長盛兄弟の軍勢が、荒山に向かうところを急襲した。温井景隆・三宅長盛軍はこのため石動山と荒山の2つに分断した。
同じ頃、佐久間盛政は2500人の兵を率いて、石動山の南麓の高畠村に陣取っていたが、その知らせを聞き、直ちに荒山城を攻めた。温井景隆・三宅長盛兄弟と遊佐長員たちは佐久間盛政の攻撃で討死、利家は伊賀組50余人に伽藍を放火させて、温井軍を壊滅させた。
温井景隆･三宅長盛の兄弟と遊佐長員を、大芝峠で晒し首にした。翌朝（7月25日の説もあり）に前田利家は濃霧の中、石動山攻めを開始。堂塔・坊舎に火を放つ。不意を突かれた石動山衆徒と上杉勢は武具もとれぬまま壊滅した。これによって一山は火の海となり、上杉景勝が援軍として送った3000の軍勢は虻ヶ島あたりから火煙を眺望、そのまま越後へ撤退した。
なお、佐久間盛政書状（温故足徴）によれば天正10年（1582年）8月16日の同書状に「新山与申古城」とみえ、荒山合戦で金沢から前田方の救援に赴いた盛政によって当砦に追い込められた温井氏・三宅氏らは一人残らず討死とある。

## 戦後
荒山合戦の前田利家・佐久間盛政連合軍 と 温井景隆・三宅長盛・遊佐長員・石動山衆徒連合軍との戦いは、合わせて1万人を越える規模の戦いだった。この戦いで行われた石動山の焼き討ち（7月26日）は、織田信長が行なった永禄2年（1571年）の比叡山焼き討ちに匹敵するほどの規模だったので、天平寺院は灰燼となった。

### 荒山砦のその後
荒山砦は信長から越中国を委任された佐々成政の砦になっていたが、天正12年（1584年）には前田利家と戦い敗れ佐々軍の守兵が撤兵し、砦は前田氏の拠点となった。佐々成政が翌年に豊臣秀吉に降伏したため（富山の役）、越中国西部は前田氏の支配下となり、荒山砦は廃城になった。